# Morton Smith
Pour les articles homonymes, voir Smith.
Morton Smith, né à Philadelphie le 28 mai 1915 et mort à New York le 11 juillet 1991, est un prêtre épiscopalien, helléniste, philologue et professeur d'histoire de l'Antiquité à l'université Columbia.

## Biographie

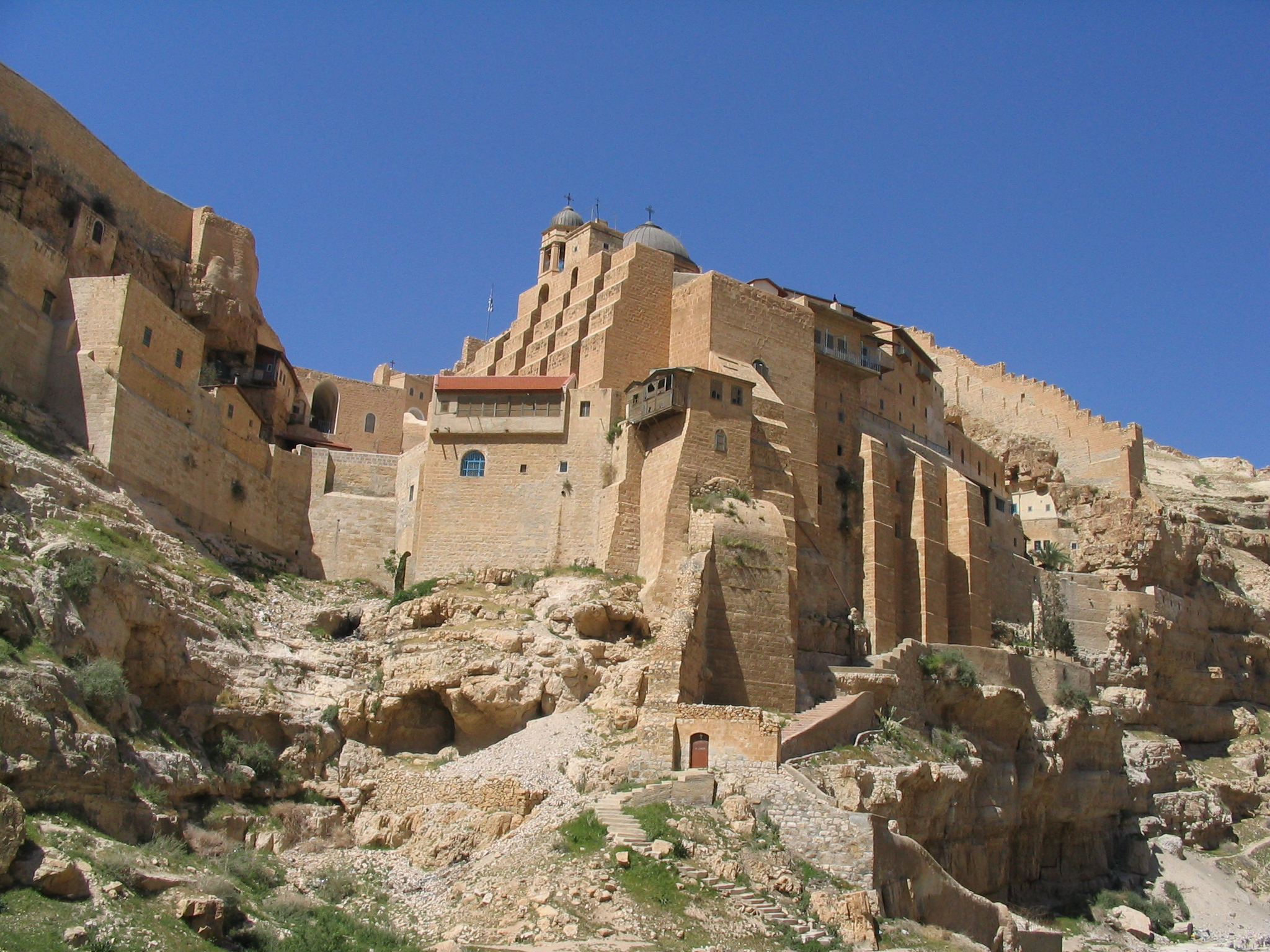
Le monastère de Mar Saba fondé au Ve siècle.

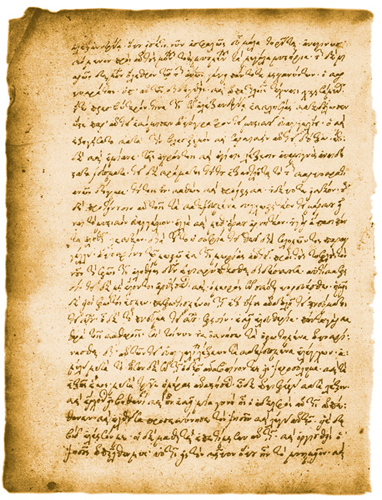
La photographie de la lettre de Mar Saba.

Morton Smith naît à Philadelphie le 28 mai 1915. Il obtient son baccalauréat au Harvard College et à la Harvard Divinity School, puis un doctorat en philosophie (Ph. D.) de l'Université hébraïque de Jérusalem et un doctorat en théologie (Th. D.) de la Harvard Divinity School. 
Durant trois années Morton Smith exerça son sacerdoce en tant que ministre de l’Église épiscopale, dans des paroisses de Philadelphie et Baltimore avant de reprendre ses études de théologie à Harvard. Il garda toujours le contact avec son Église et ne quitta jamais la prêtrise.
Il commence à enseigner à l'Université Brown et à l'Université de Drew et est ensuite, à partir de 1957, enseignant à l'Université Columbia de New York. Il obtient son éméritat en 1985, mais poursuit ses cours en tant que lecteur de religion jusqu'en 1990. Il meurt d'une défaillance cardiaque le 11 juillet 1991 à New York.

## L'Évangile secret de Marc
Morton Smith est principalement connu pour sa découverte d'une copie controversée écrite dans les pages de garde finales de l'édition de 1646 par Isaac Vossius des œuvres d'Ignace d'Antioche, de ce qu'on a appelé la Lettre de Mar Saba, attribuée par lui à Clément d'Alexandrie, et contenant des extraits d'un supposé évangile secret de Marc.
Morton Smith, âgé de quarante-trois ans, affirme l'avoir vue et photographiée lors d'une visite de la bibliothèque du Monastère de Mar Saba en 1958. La photographie existe toujours, mais le livre, dont on a retiré les pages de garde où le texte était écrit, a depuis lors quitté la bibliothèque de ce monastère et a été transféré en 1977 dans la Bibliothèque patriarcale grecque-orthodoxe de Jérusalem, où il se trouve actuellement. Les auteurs donnent à ce fragment de lettre divers noms : la Lettre de Mar Saba, l'Évangile secret, le Fragment de Mar Saba, ou le Theodoros. L'existence de cette lettre, selon Jean-Daniel Kaestli, est attestée par les photographies que Morton Smith en a prises. Il indique cependant : « Même si la lettre était inauthentique, les renseignements qu'elle donne sur l'Évangile de Marc et sur son statut dans l'Église d'Alexandrie garderaient tout leur intérêt, car son origine doit être située avant le IVe siècle », en précisant : « pour autant que l'on écarte la possibilité d'un faux moderne, avancée par certains ».
À côté de ses nombreuses autres contributions philologiques, Morton Smith a publié en 1973 le résultat de ses recherches concernant cette lettre.
Malgré les nombreuses accusations de falsification concernant cette découverte, la Lettre de Mar Saba fut incluse en 1980 dans l'édition critique standard des œuvres de Clément d'Alexandrie par Otto Stählin et Ursula Treu et sa traduction figure dans l'édition des Écrits apocryphes chrétiens de « La Pléiade ». Néanmoins, après ces éditions prestigieuses, des recommandations de prudence seront émises par Pierluigi Piovanelli : « force est de conclure qu'il vaudra mieux faire preuve de discernement et retirer l'Évangile secret de Marc, ne fût-ce qu'à titre préventif, de la famille des "apocryphes d'origine contrôlée" », tout en concluant son article par un diagnostic sévère : « Car dans le cas qui nous occupe, il s'agit, vraisemblablement, d'un faux construit de toutes pièces par un savant à l'usage d'autres savants, afin de faire passer un certain nombre d'idées nouvelles et faire progresser, ainsi, la connaissance ».

### Les accusations de falsification
Lors de sa publication en 1973, la Lettre de Mar Saba, révélant non seulement une lettre inconnue de Clément d'Alexandrie mais encore un message « secret » à son disciple Théodore, fait du remous, et provoque presque aussitôt dans le monde universitaire l'accusation d'être un faux qui, soit remonterait à l'Antiquité, soit serait d'époque médiévale, soit aurait été forgé par Morton Smith lui-même, dont la grande science de la langue grecque aurait pu rendre capable, et donc coupable, d'une telle supercherie.
La disparition du document original, que seul Morton Smith aurait vu et photographié, est l'un des arguments invoqués. Toutefois G.A.G. Stroumsa raconte que lui-même, alors qu'il était encore à l'époque un étudiant diplômé de Harvard, avec un groupe de trois autres chercheurs, les professeurs David Flusser et Shlomo Pines, tous deux de l'université hébraïque de Jérusalem, et l'archimandrite Meliton du Patriarcat ont visité le monastère de Mar Saba et y ont vu le manuscrit en 1976, un an avant le transfert de la lettre au Patriarcat.
Certains, dont Robert M. Price, ont même fait le rapprochement avec le roman de James H. Hunter publié en 1940, The Mystery of Mar Saba, roman à suspense sur la découverte d'un faux manuscrit niant la résurrection et trouvé dans le monastère de Mar Saba.
En 1975, Quentin Quesnell, dans un long article publié dans le Catholic Biblical Quarterly, suggère que Morton Smith aurait forgé le document lui-même et aurait photographié son propre texte. Morton Smith irrité publia une réfutation de cet écrit. Quesnell réagit en niant toute accusation d'attaque personnelle contre Smith.
En 2003, d'après une citation faite en 2010 par Frédéric Rouvillois, Bart D. Ehrman, après avoir exposé les éléments qui vont dans le sens de la forgerie, écrit : « Peut-être que Smith l'a fabriquée [la prétendue lettre]. Peu de gens à part lui avaient, au XXe siècle, la compétence pour cela. Peu de gens avaient assez de mépris envers les autres universitaires pour vouloir les berner. Peu d'autres se seraient autant réjouis du  plaisir extrême d'avoir dupé tant d'experts, démontrant une fois pour toutes leur propre supériorité. ».
Néanmoins, cela contredit ce que Bart D. Ehrman écrit aussi en 2003 : « la vaste majorité des universitaires ont accepté l'authenticité de la lettre de Clément » et que « s'il s'agissait d'une falsification moderne, elle serait la plus grande œuvre d'érudition du vingtième siècle ».
En 2005, Stephen C. Carlson qualifie la publication de Morton Smith de hoax (« canular »).
En 2007, Peter Jeffery consacre un ouvrage universitaire de plus de 300 pages à ce qu'il qualifie de « faux biblique ».
En 2010, le juriste et romancier français Frédéric Rouvillois écrit que l'ancien professeur de Smith à Harvard, Arthur Nock (en), décédé pourtant le 11 janvier 1963, soit bien avant que Morton Smith ait rendu public le résultat de ses recherches en 1973, aurait été convaincu de l'authenticité du document au début, mais y aurait vu par la suite « une mystification pour l'amour de la mystification ».
En 2011, Pierluigi Piovanelli établit une synthèse de l'état de l'art.

## Principales publications
- Tannaitic Parallels to the Gospels (1951)
- The Ancient Greeks (1960)
- Heroes and Gods: Spiritual Biographies in Antiquity (en collaboration avec Moses Hadas) (1965)
- Palestinian Parties and Politics That Shaped the Old Testament (1971)
- Clement of Alexandria and a Secret Gospel of Mark (1973)
- The Secret Gospel (1973)
- The Ancient History of Western Civilization (en collaboration avec Elias Bickerman) (1976)
- Jesus the Magician: Charlatan or Son of God? (1978)
- Hope and History (1980)
- Studies in the Cult of Yahweh. Vol. 1. Historical Method, Ancient Israel, Ancient Judaism. Vol. 2. New Testament, Early Christianity, and Magic (édité par Shaye J. D. Cohen) (1996)
- What the Bible Really Says (en collaboration avec R. Joseph Hoffmann) (1992).